# 이정보 (조선)
이정보(李鼎輔, 1693년~1766년)는 조선 영조 때 학자·문인이다. 본관은 연안으로 자는 사수(士受), 호는 삼주(三洲).
벼슬이 동부승지, 도승지, 부제학, 대사간, 대사성, 예조참판, 동지의금부사를 거쳐 홍문관·예문관 대제학, 공조·형조·예조·이조의 판서, 수어사, 성균관 지사(知事), 우빈객, 판중추부사, 좌참찬, 판의금부사를 지냈다. 만년에 벼슬을 그만두고 산수를 즐기며 여생을 보냈는데, 〈해동가요〉에 시조 78수가 전한다. 그 중 1편을 소개하면 다음과 같다.
| “ | 국화난 무삼 일노 삼월 동풍 다 보내고 락목한텬의 네 혼자 픠엿나니 아마도 오샹고졀은 너뿐인가 하노라. | ” |